# Pegomya pulchripes
Pegomya pulchripes är en tvåvingeart som först beskrevs av Friedrich Hermann Loew 1857.  Pegomya pulchripes ingår i släktet Pegomya och familjen blomsterflugor. Arten är reproducerande i Sverige. Inga underarter finns listade i Catalogue of Life.